# OG Maco
Benedict Chiajulam Ihesiba Jr. (College Park, 23 de abril de 1992 – Los Angeles, 26 de dezembro de 2024), mais conhecido por seu nome artístico OG Maco, foi um rapper americano. Ele ficou mais conhecido por seu single de estreia em 2014, "U Guessed It", que alcançou a posição de número 90 na Billboard Hot 100 dos EUA. Ele assinou contrato com a Quality Control Music desde 31 de agosto de 2014, que é administrado pelo Coach K, o ex-gerente de Gucci Mane e Jeezy e assinado com Capitol Music Group/Motown Records desde 20 de maio de 2015. Ele também foi um dos selecionados da Freshman Class de 2015 da revista XXL.

## Infância
Maco nasceu em 23 de abril de 1992 em College Park, Geórgia. Ele cresceu com amigos em uma banda chamada Dr. Doctor, da qual participou como guitarrista e cantor.

## Vida Pessoal

### Influência
Maco cita Black Sabbath, Kid Cudi, Future e Curren$y como as suas principais influências.

### Acidente de carro
Em 28 de julho de 2016, OG Maco sofreu um acidente de carro quase fatal. Maco sofreu múltiplas fraturas no crânio, vértebras quebradas, palpitações cardíacas e quase perdeu o olho direito.
Apesar de relatos anteriores, OG Maco nunca perdeu o olho direito. Sua visão ficou extremamente distorcida, então ele teve que usar um tapa-olho durante sua recuperação. Alguns procedimentos cirúrgicos no olho direito de OG Maco corrigiram a visão e foram bem-sucedidos, e OG Maco ainda é capaz de ver através deles. Muitos relatórios anteriores afirmavam que os médicos substituíram seu olho aparentemente cego por uma prótese; embora esses relatórios tenham sido posteriormente considerados falsos. 

### Doença devoradora de carne
OG Maco foi diagnosticado pelos médicos como portador de uma doença carnívora conhecida como fasceíte necrosante, causada por uma erupção cutânea menor tratada inadequadamente que deixou grande parte de sua pele facial desfigurada.

### Morte
Ihesiba lutou contra a depressão devido à sua batalha contra a doença, e em 12 de dezembro de 2024, ele foi hospitalizado após um ferimento de bala autoinfligido na cabeça. Ele passou as duas semanas seguintes em coma antes de morrer devido aos ferimentos em 26 de dezembro de 2024.

## Discografia

### EP's
| Título                                    | Detalhes                                                                                     |
| ----------------------------------------- | -------------------------------------------------------------------------------------------- |
| Public Speaking (como Maco Mattox)        | - Lançado em: Junho 7, 2012 - Gravadora: Sem selo - Formatos: Download                       |
| Live Life 2                               | - Lançado em: Outubro 24, 2014 - Gravadora: Quality Control Music, OGG - Formatos: Download  |
| OG Maco                                   | - Lançado em: Novembro 28, 2014 - Gravadora: Quality Control Music, OGG - Formatos: Download |
| Breathe                                   | - Lançado em: Dezembro 17, 2014 - Gravadora: Quality Control Music, OGG - Formatos: Download |
| Yep (com Rome Fortune)                    | - Lançado em: Janeiro 6, 2015 - Gravadora: Quality Control Music, OGG - Formatos: Download   |
| I Made This Shit Before "U Guessed It"    | - Lançado em: Março 27, 2015 - Gravadora: Quality Control Music, OGG - Formatos: Download    |
| OGZAY (com Zaytoven)                      | - Lançado em: Abril 23, 2015 - Gravadora: Quality Control Music, OGG - Formatos: Download    |
| Tax Free (com Pablo Dylan as TAX FREE)    | - Lançado em: Maio 8, 2015 - Gravadora: Quality Control Music, OGG - Formatos: Download      |
| OGG EVERLASTING (with OGG)                | - Lançado em: Junho 1, 2015 - Gravadora: OGG - Formatos: Download                            |
| 10 Moons 2 (como Maco Mattox)             | - Lançado em: setembro 7, 2015 - Gravadora: Quality Control Music, OGG - Formatos: Download  |
| 7FRVR                                     | - Lançado em: Abril 27, 2016 - Gravadora: Quality Control Music, OGG - Formatos: Download    |
| OG Maco 2: Episode 1 – The Duke Of Summer | - Lançado em: Junho 15, 2016 - Gravadora: Quality Control Music, OGG - Formatos: Download    |
| OG Maco 2: Episode 2 – Remember           | - Lançado em: Junho 18, 2016 - Gravadora: Quality Control Music, OGG - Formatos: Download    |
| Breathe 2: Episode 1 – Unite              | - Lançado em: Julho 8, 2016 - Gravadora: Quality Control Music, OGG - Formatos: Download     |
| Blvk Phil Collins                         | - Lançado em: setembro 20, 2016 - Gravadora: Quality Control Music, OGG - Formatos: Download |
| For Scott...                              | - Lançado em: Novembro 6, 2016 - Gravadora: Quality Control Music, OGG - Formatos: Download  |
| Dynasty (com Jay 5)                       | - Lançado em: Novembro 18, 2016 - Gravadora: Quality Control Music, OGG - Formatos: Download |

### Mixtapes
| Título                                      | Detalhes                                                                                      |
| ------------------------------------------- | --------------------------------------------------------------------------------------------- |
| Marty McFly: The Mixtape (como Maco Mattox) | - Lançado em: Novembro 10, 2011 - Gravadora: Sem selo - Formatos: Download                    |
| 10 Moons (como Maco Mattox)                 | - Lançado em: fevereiro 21, 2012 - Gravadora: Sem selo - Formatos: Download                   |
| Live Life                                   | - Lançado em: fevereiro 14, 2014 - Gravadora: OGG - Formatos: Download                        |
| Give Em Hell (com Key!)                     | - Lançado em: Agosto 7, 2014 - Gravadora: OGG - Formatos: Download                            |
| Gifts                                       | - Lançado em: setembro 4, 2014 - Gravadora: OGG - Formatos: Download                          |
| 15                                          | - Lançado em: fevereiro 15, 2015 - Gravadora: Quality Control Music, OGG - Formatos: Download |
| The Lord of Rage                            | - Lançado em: 2021-11-22 - Gravadora: Quality Control Music, OGG - Formatos: Download         |
| Children of The Rage                        | - Lançado em: Março 4, 2017 - Gravadora: OGG - Formatos: Download                             |
| OG Maco 3                                   | - Lançado em: Junho 12, 2017 - Gravadora: OGG - Formatos: Download                            |

### Singles

#### Como artista principal
| Título                                         | Year | Peak chart positions | Peak chart positions | Peak chart positions | Album            |
| Título                                         | Year | US                   | US R&B /HH           | US Rap               | Album            |
| ---------------------------------------------- | ---- | -------------------- | -------------------- | -------------------- | ---------------- |
| "U Guessed It"                                 | 2014 | —                    | —                    | —                    | Give Em Hell     |
| "U Guessed It (Remix)" (featuring 2 Chainz)    | 2014 | 90                   | 27                   | 21                   | OG Maco          |
| "Fuckemx3" (featuring Migos)                   | 2014 | —                    | —                    | —                    | OG Maco          |
| "Mirror Mirror" (featuring Kushy Stash)        | 2015 | —                    | —                    | —                    | 15               |
| "Doctor Pepper" (with Diplo, CL and Riff Raff) | 2015 | —                    | —                    | —                    | Non-album single |
| "No Love"                                      | 2016 | —                    | —                    | —                    | #BLVKPHILCOLLINS |
| "Prayer Line" (featuring Theo Ferragamo)       | 2016 | —                    | —                    | —                    | #BLVKPHILCOLLINS |